# Cipriano de Valera

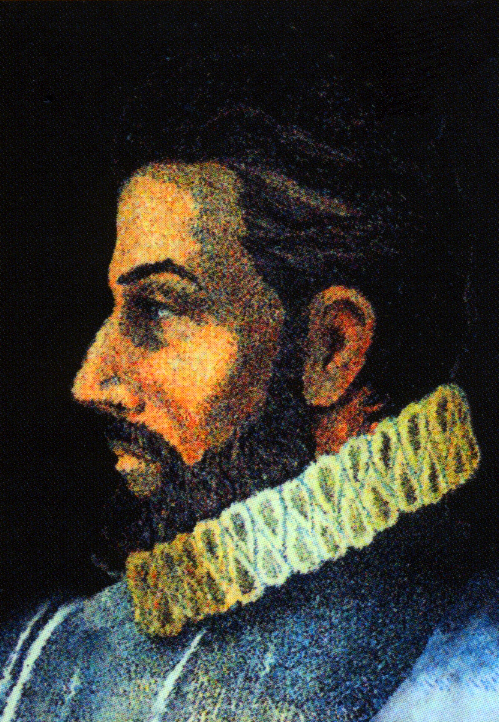
Abbildung des Cipriano de Valeras aus der La Biblia del Siglo de Oro, (1569)

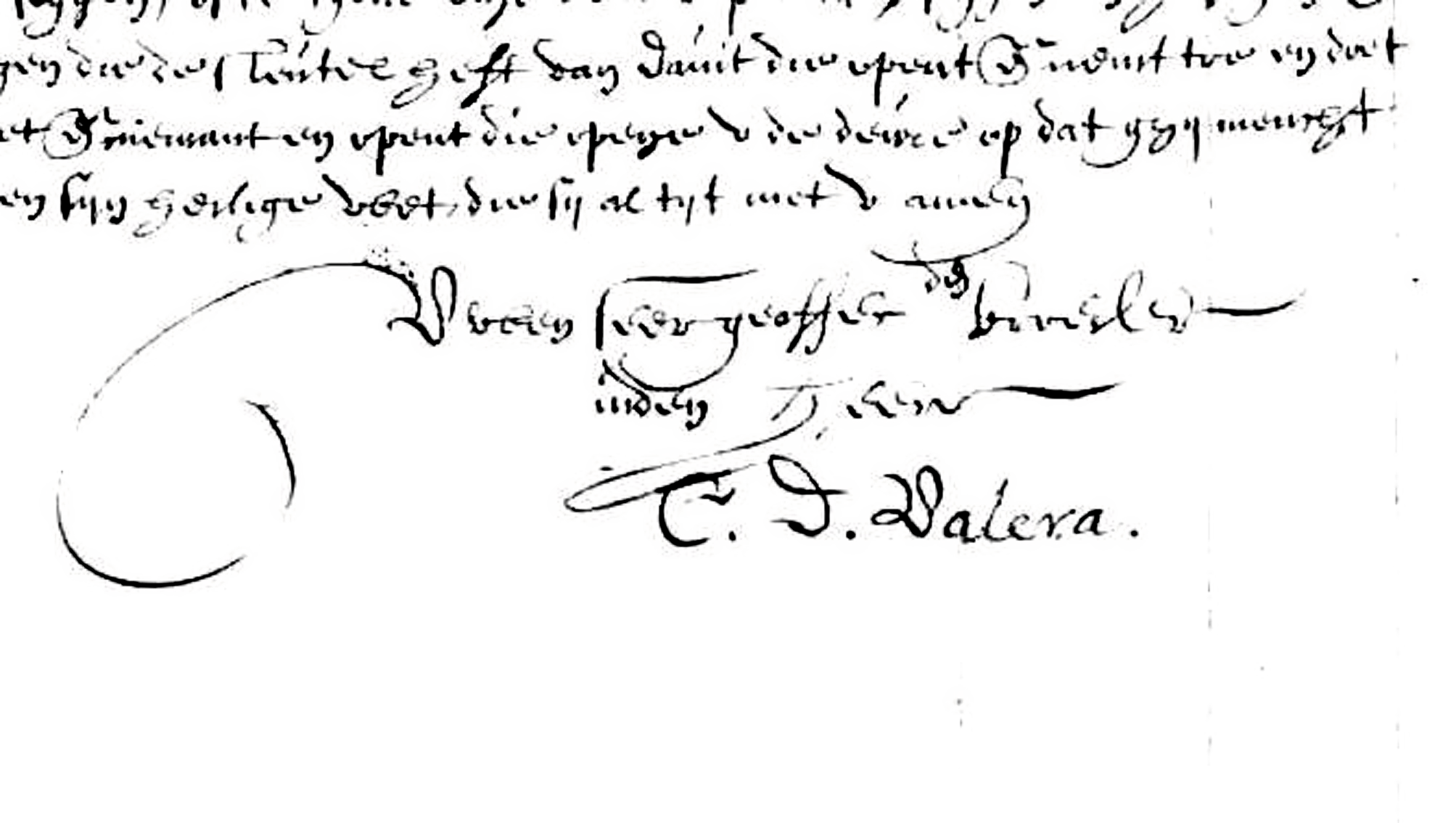
Unterschrift des Cipriano de Valera

Cipriano de Valera (* 1532 in der Gemeinde Fregenal de la Sierra, Badajoz; † 1602 in London) war ein spanischer Humanist und calvinistischer Protestant, der die spanische Bibelübersetzung von Casiodoro de Reina revidierte und neu herausgab.

## Leben
De Valera studierte an der Universidad de Sevilla die Fächer  Dialektik und Philosophie, Dialéctica y Filosofía; zur gleichen Zeit wie Benedictus Arias Montanus. Später trat er, wie auch Casiodoro de Reina, als Mönch in das Hieronymiten-Klosters von San Isidoro del Campo außerhalb Sevillas (Monasterio jerónimo de San Isidoro del Campo de Sevilla) ein. Ebenso wie Casiodoro de Reina musste er 1557 fliehen. Er floh zunächst nach Genf und ging 1558, als die Regierungszeit von Königin Elisabeth I. begann, wie de Reina auch, nach England. Dort wurde er Professor an den Universitäten von Cambridge und Oxford.
Er war wahrscheinlich zweimal verheiratet, seine erste Ehefrau war die Anne de Valera. Das Paar hatte wahrscheinlich  drei Kinder, sie lebten zeitweise in der Broad Street Ward in St Sepulchre-without-Newgate (London).
Ab 1582 begann er mit einer Revision der spanischen Bibel von Casiodoro de Reina.
1597 kam eine spanische Ausgabe von Calvins Institutio Christianae Religionis heraus. 1602 wurde de Valeras Revision der Bibel in Amsterdam gedruckt. Der Druck erfolgte nach dem Tode Casiodoro de Reinas, der 1594 gestorben war. In der 1602er Revision wurden die Apokryphen wie in der Lutherbibel in einen Abschnitt zwischen dem Alten und Neuen Testament verschoben. Seit dieser Revision erhielt die Bibel den Namen Reina-Valera, der auch nach weiteren Revisionen nicht verändert wurde.
Cipriano de Valera starb 1602 in London, ein Jahr vor dem Tod von Elisabeth I. und somit vor dem Ende des Elisabethanischen Zeitalters.

## Werke
Neben der spanischen Bibelübersetzung veröffentlichte er noch weitere Werke und Übersetzungen:
- Cipriano de Valera: Opúsculos.
- Cipriano de Valera: Los dos tratados del Papa y de la Misa. (deutsch: Zwei Traktate vom Papst und der Messe). ca. 1588.
- Johannes Calvin; Cipriano de Valera (Übers.): Institución de la religión cristiana. 1597. (Neudruck: 2003, ISBN 84-7522-799-6)
- Cipriano de Valera: Tratado para confirmar en la fe cristiana a los cautivos de Berberia. 1594.
- Cipriano de Valera: An ansvvere or admonition to those of the Church of Rome, touching the iubile, proclaimed by the bull, made and set foorth by Pope Clement the eyght, for the yeare of our Lord. 1600. Printed by E. Allde for Iohn VVolfe, London 1600.